# Mary Shelley’s Frankenstein
Mary Shelley’s Frankenstein ist ein US-amerikanischer Film aus dem Jahr 1994. Der Film startete am 5. Januar 1995 in den deutschen Kinos.
Der Film hält sich eng an seine Vorlage Frankenstein oder der moderne Prometheus von Mary Shelley, das bereits mehrfach verfilmt wurde. Lediglich das Ende wurde weitgehend abgewandelt und enthält Elemente aus früheren Verfilmungen, insbesondere was das Schicksal von Frankensteins Verlobter Elizabeth betrifft.

## Handlung
Ende des 18. Jahrhunderts gelingt es dem ehrgeizigen Schweizer Arzt und Forscher Victor Frankenstein, in seinem Laboratorium in Ingolstadt aus Leichenteilen einen künstlichen Menschen (Frankensteins Monster) zu erschaffen. Als er jedoch die Kreatur vor sich sieht, ist er über sein Tun entsetzt. Am darauffolgenden Morgen ist das Wesen aus dem Labor verschwunden. Frankenstein hofft, dass es der in der Stadt wütenden Cholera zum Opfer fällt. Er hält seine Kreatur für „funktionsgestört, bemitleidenswert und tot.“ 
Tatsächlich wurde das Wesen jedoch aus der Stadt gejagt. Es findet Unterschlupf im Stall einer armen Bauernfamilie und hilft dieser heimlich, den Winter zu überstehen. Als es sich dem blinden Großvater anvertraut, erkennt dieser das gute Herz des hässlichen Monsters. Aber der Bauer kommt mit seiner Familie hinzu und will den abscheulichen Eindringling erschlagen. 
Von den Menschen enttäuscht, sucht das namenlose Wesen, das nicht weiß, wer es ist, nach seinem Schöpfer, um sich für sein Schicksal zu rächen. Es findet Frankenstein schließlich, tötet dessen kleinen Bruder und sorgt dafür, dass Justine, die Amme der Frankensteins, als vermeintliche Kindsmörderin gelyncht wird. Danach fordert die Kreatur von Frankenstein, ihm eine Gefährtin zu erschaffen und sie so von ihrer Einsamkeit zu erlösen. Gleichzeitig droht sie, ansonsten Frankensteins geliebter Adoptivschwester und Braut Elisabeth etwas anzutun. Daraufhin will Frankenstein mit Elisabeth fliehen, aber die Kreatur tötet Elisabeth in der Hochzeitsnacht. Frankenstein erweckt sie zwar wieder zum Leben, Elisabeth begeht allerdings Selbstmord, als sie erkennt, was für ein grauenhaftes Wesen aus ihr geworden ist. 
Frankenstein folgt seinem Geschöpf, das sich wütend ins Nordpolarmeer zurückgezogen hat. Dort wird er von der Mannschaft einer Arktis-Expedition gefunden, der er seine Geschichte erzählt, bevor er stirbt. Die Kreatur taucht auf und weint um ihren „Vater“. Der Kapitän bricht daraufhin seine Reise ab. Das Angebot der Schiffsbesatzung, sie mit „nach Hause“ zu nehmen, weist die Kreatur zurück und verbrennt sich selbst zusammen mit Frankensteins Leichnam.

## Unterschiede zur Romanvorlage
Der Film ist zwar sehr stark an das Buch angelehnt, er weist jedoch einige Unterschiede auf:
- Das Wesen von Victor Frankensteins Kreatur im Film (gespielt von Robert De Niro) ähnelt jenem in der Romanvorlage beschriebenen wenig. Dort wird das Wesen als gelblich und mit sichtbaren Adern und schwarzem Haar beschrieben.
- In dem Film erweckt Frankenstein seine Verlobte Elizabeth wieder zum Leben. In dem Buch geschieht dies gar nicht, Frankenstein versucht gar nicht erst, Elizabeth zurückzuholen, da er bereits früher erkannt hatte, dass das unsinnig wäre. Dieses weibliche „Monster“ steht im Film dann zwischen Schöpfer und Monster, weil beide sie begehren.
- Die im Film gezeigte Affenhand, die zum Leben erweckt wird, taucht im Buch nicht auf.
- Im Film trägt Frankenstein einen Bart. In der Romanvorlage wird er jedoch meist als „rasiert“ dargestellt.
- Im Film verwendet er die Teile von Leichen, die auf einem Friedhof lagen, um die Kreatur zu erschaffen. Im Buch hingegen wird nicht erklärt, woher er die Leiche oder die Leichenteile erhält. Die Änderung verweist auf eine der ersten Verfilmungen von Frankenstein (1931) mit Boris Karloff in der Rolle des Monsters.
- Im Film spielen Massenszenen eine größere Rolle: In Ingolstadt während einer Epidemie, in Genf bei der Hinrichtung Justines durch den Pöbel (im Buch wird sie nach einer Gerichtsverhandlung offiziell hingerichtet).
- Frankensteins Freund Henry ist im Film ebenfalls Medizin-Student und die beiden lernen sich erst in Ingolstadt kennen; im Roman sind beide Jugendfreunde und Henry eher an Philosophie und Literatur interessiert.
- Die Menschen, in deren Nähe das Wesen im Film lebt, sind eine Familie bestehend aus Mutter, Vater, zwei Kindern und dem Großvater. Im Buch handelt es sich um den Vater sowie seine zwei Kinder, die aufgrund widriger Umstände in Armut leben müssen.
- Elisabeth besucht Victor in der Romanvorlage nicht in Ingolstadt.

## Kritiken
„Während der Film in der ersten Hälfte ein dramatisches Bild der Lebensverhältnisse und der Prädispositionen des jungen Frankenstein entwirft, zerfällt er nach der Schaffung des „Monsters“ in episodische Beschreibungen des Zwiespalts von Schöpfer und Geschöpf. Dem auch stilistisch zunächst interessanten Entwurf stehen die mangelnde Dämonie der Hauptfigur und die nicht durchgehend überzeugende Charakterisierung der Kreatur als Opfer hinderlich im Wege.“

## Auszeichnungen
Der Film erhielt 1995 eine Oscar-Nominierung für das beste Make-Up.